# Bibliotheca Hertziana
De Bibliotheca Hertziana is een wetenschappelijke bibliotheek in Rome die zich richt op kunstgeschiedenis.
Het instituut is onderdeel van het Duitse Max Planckinstituut. De Bibliotheca Hertziana werd in 1912 opgericht en is gehuisvest in het Palazzo Zuccari, dat van 2001 tot 2011 werd gerenoveerd en uitgebreid naar plannen van de Spaanse architect Juan Navarro Baldeweg.